# Rohó
Rohó (szlovákul Rohov) község Szlovákiában, a Nagyszombati kerületben, a Szenicei járásban.

## Fekvése
Szenicétől 6 km-re északra fekszik.

## Története
A települést 1471-ben "Rohov" néven említik először. Berencs várának uradalmához tartozott. 1569-től az Amade, Gvadányi, Héderváry, Nyáry, Zichy, Esterházy és Erdődy családok birtokolták. 1715-ben 4 jobbágy és 10 zsellércsalád lakta. 1720-ban említik szőlőskertjét. 1752-ben 18 család élt a településen. 1787-ben 60 házában 333 lakos élt, akik mezőgazdasággal, szőlőtermesztéssel foglalkoztak.
Vályi András szerint "ROHO. Tót falu Nyitra Várm. földes Urai több Uraságok, lakosai katolikusok leginkább, fekszik Szénásfaluhoz fél mértföldnyire; szőleje, ’s fája tűzre, és épűletre van, réttye nints elég, legelője szoros, földgyét néhol a’ záporok járják."
Fényes Elek szerint "Rohó, tót falu, Nyitra vmegyében, 256 kath., 15 evang., 31 zsidó lak. Kath. paroch. templom; vizimalom; F. u. a berencsi uradalom. Ut. p. Holics."
Nyitra vármegye monográfiájában "Roho, tót község Ribek mellett, 267 r. kath. vallásu lakossal. Posta helyben van, táviró- és vasúti állomása Szenicz. Kath. temploma 1616-ban épült. Sírboltjában nyugszik gróf Gvadányi József. A községben van Herber Lipót lovag csinos régi kastélya, melyet báró Horeczky Ferdinánd építtetett. Ugyanő volt a község földesura is; de előtte 1472-ben a község Berencsvár tartozéka volt."
A trianoni békeszerződésig Nyitra vármegye Szenicei járásához tartozott. 1924-ben nagy tűzvész pusztította a falut.

## Népessége
| Év:            | 1994. | 2004.   | 2014.   | 2024.   |
| -------------- | ----- | ------- | ------- | ------- |
| Emberek száma: | 406   | 386     | 416     | 382     |
| Eltérés:       |       | -4,92 % | +7,77 % | -8,17 % |

| Év:            | 2023. | 2024.   |
| -------------- | ----- | ------- |
| Emberek száma: | 380   | 382     |
| Eltérés:       |       | +0,52 % |

1910-ben 325, túlnyomórészt szlovák lakosa volt.
2001-ben 409 lakosából 402 szlovák volt.
2011-ben 400 lakosából 382 szlovák.

## Nevezetességei
- Szent Katalin tiszteletére szentelt római katolikus temploma 1628 és 1636 között épült reneszánsz stílusban. A 18. század közepén átépítették.
- Klasszicista kastélya a 19. század elején épült.

## Neves személyek
- Az itteni templomban nyugszik Gvadányi József.
- Itt született 1819-ben Horeczky Ferenc prépost-kanonok.

## Külső hivatkozások
- A község a régió információs oldalán
- A község a Berencsi kistérség honlapján Archiválva 2008. október 31-i dátummal a Wayback Machine-ben
- E-obce.sk Archiválva 2008. február 7-i dátummal a Wayback Machine-ben
- Obce info.sk
- Travelatlas.sk